# Охват (озеро)
О́хват (Охват-Жаденье, Жаденье) — крупное озеро на западе Тверской области России. Площадь — 13,6 км², длина — 9,6 км, ширина до 1,5 км. Высота над уровнем моря — 215,7 метра, длина береговой линии 28,4 километра. Наибольшая глубина — 28 метров, средняя глубина 6,3 метра. Происхождение озера ложбинное.
Озеро сильно вытянуто с северо-востока на юго-запад. Ширина колеблется от полутора километров до нескольких десятков метров. Берега высокие, очень живописные, покрыты хвойными лесами. В северной части озера несколько небольших островов. В средней части озера на западном берегу расположен посёлок Охват и одноимённая железнодорожная станция ветки Бологое — Великие Луки. На берегах озера Охват находится ряд населённых пунктов: д. Лауга, д. Бдынь, п. Охват, п. Бобровец. В посёлке Охват и недалеко от д. Бдынь через озеро построены мосты.
В северную часть озера впадает речка Двинец, текущая из озера Корякино. Наиболее крупные из впадающих в озеро рек, Нетесьма и Волкота, впадают в южную часть озера, из южной же части вытекает Западная Двина. Озеро в южной части делится на три залива, устья Нетесьмы и Волкоты находятся соответственно в южном и северном заливе, а исток Западной Двины в западном.
Озеро популярно у рыбаков, берега озера имеют большой рекреационный потенциал. Озеро Охват часто используется для начала водных походов по Западной Двине.
Через озеро Охват пролегал вспомогательный маршрут пути из варяг в греки о чём гласят многие названия в округе (Волок, р. Волкота, Наволок). На северном берегу в самом узком месте озера Охват возле д. Бдынь существуют древние курганы над захоронениями славян.